# بدر دهيمان
بدر دهيمان، لاعب كرة قدم كويتي. يلعب مع نادي الجهراء.